# Rondeletia clarendonensis
Rondeletia clarendonensis är en måreväxtart som beskrevs av Nathaniel Lord Britton och Spencer Le Marchant Moore. Rondeletia clarendonensis ingår i släktet Rondeletia och familjen måreväxter. Inga underarter finns listade i Catalogue of Life.